# R.A.SVET
R.A.SVET (Рамазан Ахмедов) (16 ноября 2001, Махачкала, Россия) – российский инди-музыкант, автор и исполнитель собственных песен; актёр. Участник проектов Ромы Либерова «После России» и «Мы есть».

## Биография

### Детство и юность
Родился 16 ноября 2001 года в Махачкале, Дагестан. В три года переехал с мамой в Москву, позднее жил между Москвой и Дагестаном, в ходе регулярных переездов сменил несколько школ. В 2019 году поступил на актёрский факультет в школу-студию МХАТ, где проучился два года, в том числе два месяца в мастерской Карэна Бадалова.
Во время обучения в школе-студии был приглашён сниматься в фильме «Скоро кончится лето» (2022, режиссёр Яна Скопина). Исполнил в фильме одну из главных ролей, а ещё написал для картины несколько песен: «Друзья» и заглавную «Молодость».

### Начало музыкальной карьеры
2021 год стал началом музыкальной карьеры R.A.SVET – вышел его дебютный альбом «Шторм» и сингл «Дождь», на протяжении многих лет собирающий рекордные прослушивания на стримингах, а также совместный с Каспием сингл «Рассвет». Менее чем за год R.A.SVET вырос со стритов на улицах Москвы до столичных солдаутов на таких легендарных площадках, как Мумий-Тролль бар и Шестнадцать Тонн.
Рамазан не завершил обучение в школе-студии и в 2021 отправился в музыкальное соло-путешествие. Артист-кочевник, он объехал с гитарой Австралию, жил и работал на Бали, в Гоа, Казахстане, Турции и Грузии, обошёл Непал. Опыт номадства наполнил музыку Рамазана звучанием разных культур и религиозным синтезом.
В 2025 году, на момент написания статьи, путешествие ещё продолжается.

## Музыкальное творчество
Рамазан признаётся, что особенное влияние на его творчество оказала музыка Виктора Цоя, любимая ещё с раннего детства. Особенное внимание он уделяет малоизвестным альбомам, где Цой раскрывается с непривычной для большинства стороны, шире и романтичнее. Под влиянием музыки Цоя, Бориса Гребенщикова, Андрея Макаревича и Александра Башлачёва Рамазан начал устраивать вечера рок-музыки в своей школе. Договорился с учителями, и они отдавали целый класс на пару часов. Там ученики в неформальной обстановке слушали редкие записи на кассетных проигрывателях, которые им приносил коллекционер русского рока. На рок-вечерах звучали Зоопарк, Кино, Егор Летов, Аквариум и другие классики.
Это увлечение дало отклик позднее, когда в 2022 году R.A.SVET принял участие в масштабном трибьюте Кино – «Мы вышли из кино» – для которого перепел песню «Раньше в твоих глазах...»
Музыкального образования у R.A.SVET не было. Он записался на групповые классы по гитаре, но быстро стал опережать одногруппников на несколько занятий. А на индивидуальные уроки денег не хватало. Так Рамазан ушёл в открытое плавание, начал играть на улицах Москвы. Пел музыку Mgzavrebi, 5nizza, Вани Дорна: артистов, с кем в достаточно скором будущем уже разделил общую сцену. Потом начал петь собственную музыку. Когда слушатели стали интересоваться именно авторскими песнями, стало ясно: время заняться их записью.
Первый альбом «Шторм» (2021) Рамазан записал при поддержке друзей: Андрея Дубинина (продюсирование), Семёна Лашкина (музыка). На следующий день после выхода альбома дал первый большой концерт в столичном клубе «Шестнадцать тонн».
В 2022 году, подобно многим деятелям культуры, R.A.SVET был вынужден покинуть Россию и эмигрировал сначала в Стамбул (Турция), потом в Сидней (Австралия), где вернулся к игре на улице и, по сути, начал творческую карьеру с нуля – уже как международный артист. Важным этапом этой карьеры можно назвать концерт на о. Бали (Индонезия) в январе 2023, на котором Рамазан впервые с начала эмиграции собрал свой «довоенный» зал.
Тогда же, в начале 2023, вышел музыкальный проект Ромы Либерова «После России»: альбом-сборник из песен исполнителей, эмигрировавших из России после начала вторжения в Украину, выпущенный в 2023 году. Альбом составлен из песен на стихи писателей, эмигрировавших из Советской России на «Философском пароходе» в 1922 году. R.A.SVET исполнил песню «Вернуться в Россию – стихами» на стихи поэта незамеченного поколения Георгия Иванова.
Во второй половине 2023 Рамазан снова поучаствовал в проекте Либерова, фильме-концерте «МЫ ЕСТЬ! WE EXIST!», с песней «Крылья». А в 2024 выпустил клип на песню «Я призываю любить мир», созданный в Грузии совместно с кинорежиссёром Иваном Чайкиным.

## Псевдоним
Название R.A.SVET родилось из трёх составляющих.
С одной стороны, хотелось интегрировать в псевдоним имя и фамилию: «Рамазан Ахмедов» сократился до «R.A.»: точки обособляют инициалы, а после них – слово СВЕТ: это ассоциация с музыкой Рамазана, которую слушатели озвучивали с самого начала.
С другой стороны, Ра – это древнеегипетский Бог Солнца. И название является своеобразной данью любви солнцу.
Наконец, «рассвет», по словам артиста, «самое благостное время, в которое одновременно начинаются и завершаются циклы многих человеческих жизней». Рамазан пишет: «Влюблённые люди встречают рассвет. Если вы всё ещё не разучились встречать рассвет, значит, вы всё еще молоды».

## Дискография

### Альбомы
«Шторм» (2021)
«Хрупкий груз» (2022)
«Цветы лучше пуль» (2023)
«Время любви» (2023)

### EP
«Забери свои шмотки» (2021, feat Аннушка)

### Синглы
«Выше неба» (2021, feat Скипер)
«Кто мы друг другу» (2021, feat Скипер)
«Рассвет» (2021, feat Каспий)
«Просыпается ночь» (2021, feat Unfixt)
«Дождь» (2021)
«Стреляй» (2022)
«Не сойти с ума» (2022, feat TMNV)
«MANDELSTAM» (2022)
«Тишина» (2022)
«Время расставаться» (2022, feat Аннушка)
«Я призываю любить мир» (2022)
«Бездомное сердце» (2022)
«джаз по венам» (2022)
«По дороге к свету» (2022)
«Колыбельная» (2022)
«Фонарь» (2023)
«Бежал» (2023)
«Крылья» (2023)
«Ты и дождь» (2023)
«Прячется в сердце любовь» (2023)
«Отпусти моё сердце» (2024)
«Наступает лето» (2024)
«Друзья» (2024)
«JAYA RAMA» (2024)
«West» (2024, feat Wild Brass, T.Check)
«Скучаю» (2024)
«Без ожиданий» (2024, feat Odnono)

### Сборники, трибьюты и сотворчество
«Мы вышли из кино 2» (2022)
«После России / After Russia» (2023)
«МЫ ЕСТЬ! WE EXIST!» (2023)
«Из вашего фильма» (Андрей Котик) (2024)
«Юность» (Каспий) (2024)

### Саундтреки
«Ёлки 9» – «Рассвет»